# Mickey Knox
Abraham Knox, detto Mickey (New York, 24 dicembre 1921 – Los Angeles, 15 novembre 2013), è stato un attore, dialoghista e traduttore statunitense, accreditato per circa 80 film.

## Biografia
Nella lista nera durante l'era McCarthy, si trasferì a Parigi e Roma per lavorare.
Oltre all'attività di attore, è stato anche uno scenografo, produttore e romanziere. Il suo contributo come sceneggiatore è consistito nel'adattamento di circa 150 traduzioni dall'italiano all'inglese fra cui quello de Il buono, il brutto e il cattivo di Sergio Leone.
Come regista di dialoghi, ha guidato molti attori non di lingua inglese a recitare esprimendosi in modo convincente in lingua inglese.

## Filmografia parziale

### Cinema
- Pugno di ferro (Killer McCoy), regia di Roy Rowland (1947)
- Le vie della città (I Walk Alone), regia di Byron Haskin (1948)
- Delitto senza peccato (The Accused), regia di William Dieterle (1949)
- I bassifondi di San Francisco (Knock on Any Door), regia di Nicholas Ray (1949)
- Malerba (City Across the River), regia di Maxwell Shane (1949)
- Fate il vostro gioco (Any Number Can Play), regia di Mervyn LeRoy (1949)
- La furia umana (White Heat), regia di Raoul Walsh (1949)
- La gabbia di ferro (Outside the Wall), regia di Crane Wilbur (1950)
- Marmittoni al fronte (Up Front), regia di Alexander Hall (1951)
- Avvocati criminali (Criminal Lawyer), regia di Seymour Friedman (1951)
- Garden of Eden, regia di Max Nosseck (1954)
- Cafè Europa (G.I. Blues), regia di Norman Taurog (1960)
- Uno sguardo dal ponte (A View from the Bridge), regia di Sidney Lumet (1962)
- I vincitori (The Victors), regia di Carl Foreman (1963)
- Colpo grosso alla napoletana (The Biggest Bundle of Them All), regia di Ken Annakin (1968)
- La donna, il sesso e il superuomo, regia di Sergio Spina (1968)
- Bluff - Storia di truffe e di imbroglioni, regia di Sergio Corbucci (1976)
- Un attimo, una vita (Bobby Deerfield), regia di Sydney Pollack (1977)
- Il bandito dagli occhi azzurri, regia di Alfredo Giannetti (1980)
- Il giorno del Cobra, regia di Enzo G. Castellari (1980)
- Inchon, regia di Terence Young (1981)
- Bolero Extasy (Bolero), regia di John Derek (1984)
- Deliria, regia di Michele Soavi (1987)
- I Love N.Y., regia di Gianni Bozzacchi (1987)
- Ghoulies II - Il principe degli scherzi (Ghoulies II), regia di Albert Band (1987)
- Poliziotto in affitto (Rent-a-Cop), regia di Jerry London (1987)
- Sing Sing chiama Wall Street (Buy & Cell), regia di Robert Boris (1988)
- I fantasmi non possono farlo (Ghosts Can't Do It), regia di John Derek (1989)
- Frankenstein oltre le frontiere del tempo (Roger Corman's Frankenstein Unbound), regia di Roger Corman (1990)
- Il padrino - Parte III (The Godfather: Part III), regia di Francis Ford Coppola (1990)
- Dellamorte Dellamore, regia di Michele Soavi (1994)

### Televisione
- TV Reader's Digest – serie TV, episodio 1x15 (1955)

## Doppiatori italiani
- Pino Locchi in La gabbia di ferro
- Giorgio Piazza in Un attimo, una vita
- Arturo Dominici in Il bandito dagli occhi azzurri
- Carlo Reali in Sing Sing chiama Wall Street
- Piero Tiberi in Dellamorte Dellamore